# Ganekogorta
Ganekogorta és una muntanya biscaina situada al sud de Bilbao al País Basc, de 998 m d'altura.

## Geografia
El Ganekogorta és el cim més alt del sistema muntanyenc del Sud de Bilbao, entre la ciutat i ell s'alça el Ganeta, de 691 m. El cim principal està constituït per una cresta la cara nord de la qual presenta vegetació i té un pendent moderat, i la cara sud és un barranc rocós que acaba a les valls d'Okondo i Zollo.
La cresta té tres cims diferenciats: a l'est destaca el Biderdi (871 m), el cim central correspon al Ganekogorta, i el cim oest és el Galarraga (901 m). La frontera amb Àlaba està a uns 20m del vèrtex geodèsic del cim principal.

## Història
En el seu moment va ser un dels cinc Montes Bocineros de Biscaia, des d'on es deia a les Juntes Generals tocant banyes des dels cims. Aquesta muntanya va veure néixer al muntanyisme basc, de fet, la primera associació de muntanyencs de Biscaia fundada el 1870 es deia Ganekogorto. El nom de la muntanya, Ganekogorta, vol dir en basc "quadra de l'alt" El vèrtex geodèsic es va instal·lar el 1967 i al cim hi ha una taula d'orientació del 2005. Estava prevista la construcció d'un parc eòlic entre el Ganekogorta i el Galarraga. Però gràcies a l'afició i lògica dels apassionats a la muntanya es va aconseguir descartar aquest projecte a les juntes generals.

## Rutes
Per ascendir al Ganekogorta la ruta principal és l'ascensió prèvia al Pagasarri, una vegada allí es pren la pista forestal cap al sud fins a arribar a un serral, aquí el camí es bifurca: una sendera inicia l'ascensió al Ganekogorta i l'altre voreja la cresta per la cara Sud, podent enllaçar aquest últim amb Zollo i el vessant alabès.
La pujada des de Zollo o Laudio és bastant dura pel brusc desnivell, per a això és necessari pujar fins al serral de Kruziaga, frontera interprovincial (prop de la font d'Altxisketa), prendre el camí de l'oest i realitzar l'ascensió.

## Naturalesa
En dies clars arriben al cim aus rapaces procedents del menjador de Karrantza. El terreny es dedica al bestiar boví, caprí i equí.

## Panorama
- Al nord s'albira tot Bilbao, Pagasarri i la muntanya Sollube.
- Al nord-est es veu la muntanya Oiz, Galdakao, Durango… i la muntanya Ereño.
- A l'est es veuen les penyes del Duranguesat, Udalaitz inclosa, si el dia és buidat es pot veure la serra de Aralar.
- Al sud es veu el Gorbeia i l'Aketegi, les muntanyes majors del País Basc.
- Al sud-oest es veu Amurrio, Laudio, Orduña i la Sierra Salvada.
- A l'oest es veu el valle de Mena i les Encartaciones.
- I al nord-oest es veuen les Muntanyes de Triano i l'Abra.